# Protestele din Gaza din 2018

Afișul din 2018 al Marelui Marș al Reîntoarcerii. Desenul din centrul afișului reprezintă - ca țintă - harta Israelului, în totalitate

Harta Fâșiei Gaza

Începând din 30 martie 2018, când palestinienii au comemorat Ziua Pământului, zeci de mii de persoane din Fâșia Gaza au luat parte la manifestații de protest în cadrul Marelui Marș al Reîntoarcerii, de partea palestiniană a frontierei cu Israelul. Marea majoritate a demonstranților, manifestând pașnic, a rămas în taberele de corturi amenajate la sute de metri de frontieră, dar grupuri alcătuite în special din tineri s-au apropiat de limita militară de demarcație, au incendiat cauciucuri și au aruncat pietre și cocktailuri Molotov în direcția frontierei. Forțele israeliene au ucis cel puțin 27 de persoane începând cu 30 martie.
Protestele și violența militară au escaladat semnificativ pe 14 mai, în vreme ce Statele Unite și-au inaugurat ambasada de la Ierusalim în ziua de dinaintea punctului culminant plănuit al protestelor. Armata israeliană a estimat că 35.000 de oameni au participat la proteste în 12 poziții din Gaza, alte mii apropiindu-se de bariera de demarcație. În taberele de corturi de la graniță, tirurile israeliene au rănit 448 de palestinieni, în timp ce 41 au fost uciși. Conform armatei, trei dintre ei transportau un dispozitiv exploziv spre gard.
Conform Națiunilor Unite, 30 martie a fost ziua cu cel mai mare număr de victime în conflictul israeliano-palestinian de la operațiunea militară israeliană din 2014. Ministerul Sănătății din guvernul condus de Hamas a susținut că circa 1.416 civili au fost răniți cu muniție de război, gloanțe de cauciuc sau din cauza intoxicării cu gaze lacrimogene pe data de 30 martie. 19 palestinieni au fost uciși pe 30 martie sau au murit ulterior din cauza rănilor căpătate în acea zi. Conform Națiunilor Unite, 30 martie 2018 a fost ziua cu cel mai mare număr de victime a conflictului israelo–palestinian de la Războiul din 2014. Pe 6 aprilie, Ministerul Sănătății din Gaza a raportat că alți 7 palestinieni au fost uciși în acea zi, 1.350 răniți, 25 sunt în stare critică, iar aproximativ 400 dintre aceștia au fost împușcați cu muniție de război. Societatea de Cruce Roșie Palestiniană a raportat că a tratat circa 700 de răniți pe 6 aprilie, inclusiv 320 răniți cu muniție de război. Printre cei uciși de armata israeliană în timpul protestelor se află și doi jurnaliști, Yaser Murtaja și Ahmed Abu Hussein, cinci copii și două persoane cu dizabilități.
Protestele palestinienilor au fost plănuite a se desfășura ca o campanie de șase săptămâni între 30 martie și Ziua Nakba, pe 15 mai. Cinci tabere de corturi au fost ridicate de-a lungul graniței dintre Gaza și Israel. 30.000 de persoane au participat la evenimentele din 30 martie, solicitând ca refugiaților palestinieni și urmașilor lor să le fie permisă întoarcerea în teritoriul care acum este Israel. În timpul protestelor au fost incendiate cauciucuri și aruncate pietre și cocktailuri Molotov înspre partea israeliană a frontierei. Taberele de corturi au rămas pe poziție și după data de 30 martie. 
Un al doilea val de proteste extinse a început vineri, pe 6 aprilie 2018. Palestinienii au adus un număr mare de cauciucuri pentru a crea perdele de fum care să-i protejeze pe protestatari. Conform martorilor, palestinienii au folosit din nou pietre și cocktailuri Molotov, în timp ce Armata Israeliană a răspuns cu gaze lacrimogene și muniție. Proteste de relativ aceeași intensitate au avut loc în fiecare vineri, pe 13 aprilie, 20 aprilie, 27 aprilie și 4 mai, fiecare implicând cel puțin 10.000 de demonstranți, în timp ce un număr mai redus de persoane a participat la activitățile din timpul săptămânii.
Oficialii israelieni au afirmat că protestele sunt folosite de Hamas ca acoperire pentru a lansa atacuri împotriva Israelului. Conform autorităților israeliene, opt membri ai aripii militare a Hamas se află printre cei uciși; Hamas a identificat cinci dintre morți ca fiind membri ai Brigăzilor Ezzedin Al-Qassam. Doi bărbați au fost uciși pe 30 martie de armata israeliană la circa 150 de metri de gardul de demarcație; armata a anunțat că cei doi erau înarmați cu arme automate AK-47 și grenade de mână și că încercau să se infiltreze în Israel. Forțele israeliene au ucis 47 de palestinieni începând cu 30 martie, din care o parte erau membri ai diferitelor organizații militante palestiniene; 40 dintre victime au fost ucise în cursul protestelor. Până pe 3 mai, nici un soldat sau civil israelian nu fusese rănit sau ucis în cursul incidentelor.
Utilizarea de către Israel a muniției de război a fost condamnată de organizațiile pentru drepturile omului și criticată de oficialii Națiunilor Unite. Liderii militari și civili israelieni au lăudat trupele statului evreu pentru acțiunile lor, pe care le-au descris drept măsuri de apărare necesare. Kuweitul a propus Consiliului de Securitate al ONU două rezoluții chemând la investigarea uciderii protestatarilor palestinieni de către Israel, dar Statele Unite le-au blocat pe amândouă.

## Context
Zonă interzisă
     Acces permis pe jos doar pentru fermieri
     Zonă de risc

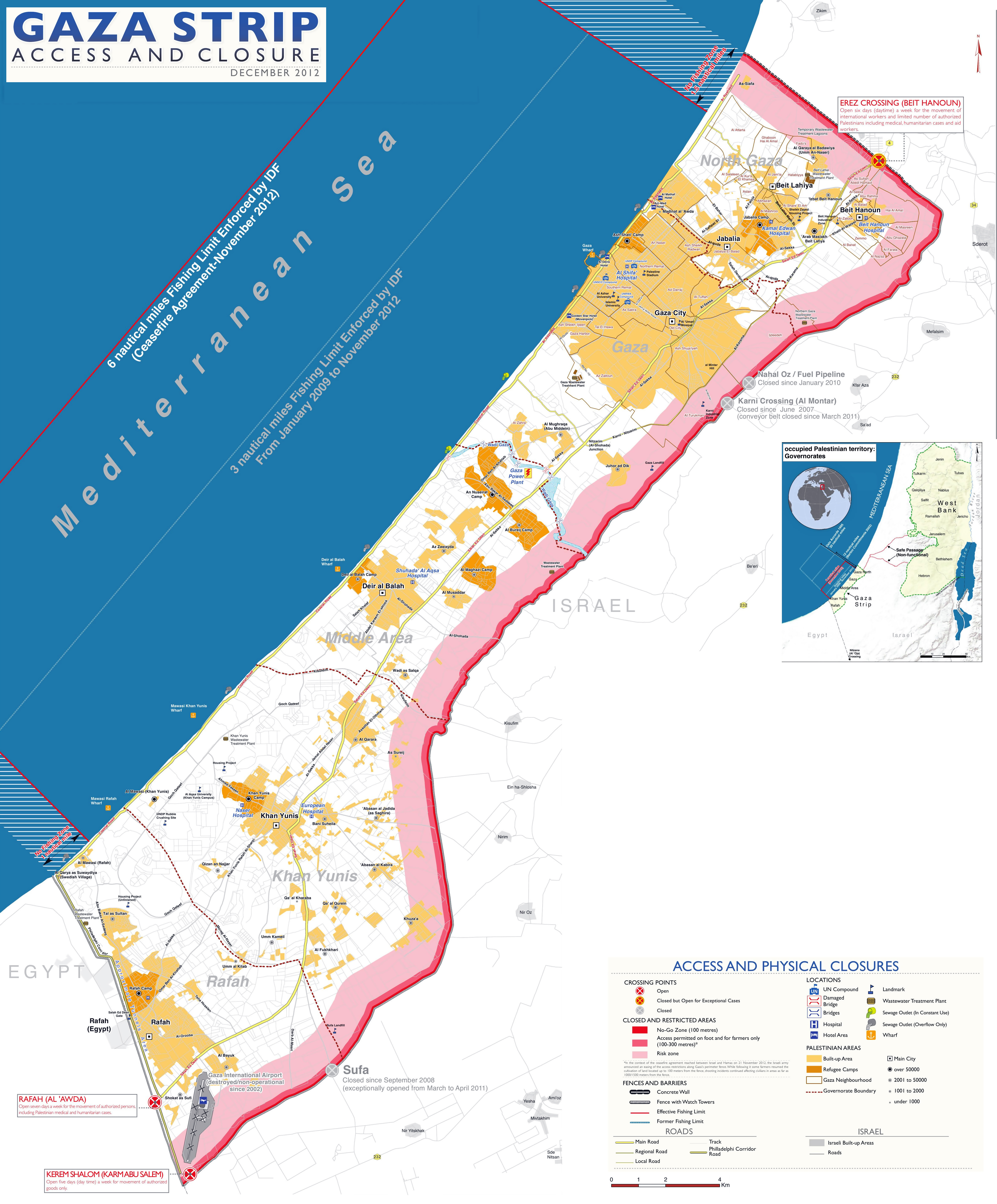
Harta Fâșiei Gaza cu restricțiile impuse de Israel în zona de frontieră
Zonă interzisă
Acces permis pe jos doar pentru fermieri
Zonă de risc

Ziua Pământului este o zi de comemorare anuală de către palestinienii de pretutindeni a evenimentelor care s-au petrecut pe 30 martie 1976. Drept reacție față de planurile guvernului israelian condus de Ițhak Rabin de a expropria terenurile deținute de arabi în nordul Israelului, lideri locali arabi au chemat la o zi de greve generale și proteste împotriva confiscării pământului. În cursul grevelor, șase arabi israelieni au fost uciși de forțele de securitate israeliene, iar alți 100 uciși.

### Zona de demarcație
În 2005, armata israeliană a impus o zonă de interdicție în partea palestiniană a zonei de demarcație dintre Israel și Fâșia Gaza. Această zonă restricționează accesul palestinienilor pe o fâșie situată de-a lungul frontierei, în imediata vecinătate a acesteia, reprezentând „circa 17% din teritoriul Gazei, inclusiv o treime din terenurile sale agricole”, conform Human Rights Watch. Armata israeliană susține că a luat această măsură „pentru a preveni montarea de dispozitive explozive improvizate și pentru a opri și preveni folosirea zonei pentru scopuri distructive”. În februarie 2018, patru soldați israelieni au fost răniți de un dispozitiv exploziv ascuns într-un steag palestinian amplasat în timpul unui protest de partea palestiniană a graniței.
Bariera de demarcație dintre Gaza și Israel este compusă dintr-un gard de sârmă ghimpată, o porțiune neamenajată, apoi un „gard inteligent” de 3 m înălțime, echipat cu senzori pentru a detecta eventualele încercări de infiltrare în Israel. Conform unuia din constructorii barierei, o mulțime care s-ar îndrepta spre aceasta ar putea-o traversa în circa 30 de secunde.

### Organizarea protestelor

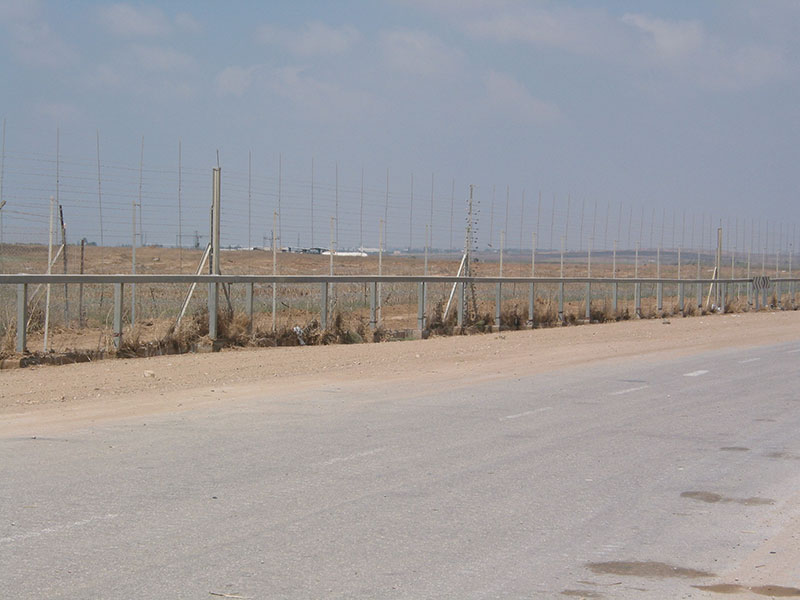
Bariera de demarcație văzută din partea israeliană.

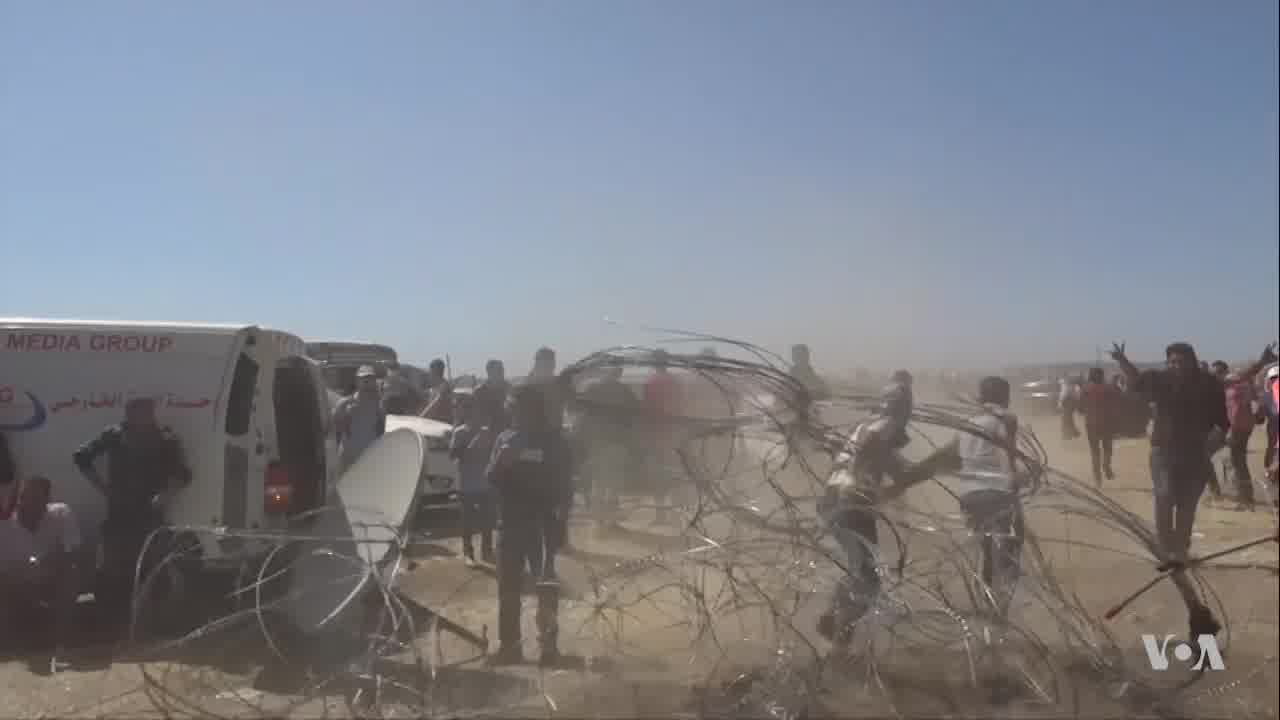
Manifestanți palestinieni „pașnici” târând o bucată din gardul de separație dintre Israel și Gaza.

În 2011, Ahmed Abu Ratima, un locuitor din Gaza a cărui familie provenea inițial din Ramla, a venit cu ideea de a strânge grupuri mari de oameni care să mărșăluiască pașnic spre bariera de separație și să-și revendice dreptul de a se întoarce în casele din care au fost alungați sau din care au fost nevoiți să se refugieze în trecut din calea invaziei israeliene. Ideea nu a prins rădăcini decât în 2018, când a fost pregătit un eveniment intitulat Marele Marș al Reîntoarcerii. Acest eveniment, care urma să fie caracterizat de adunări populare pașnice, s-a dorit a se desfășura timp de șase săptămâni, începând cu anuala comemorare a Zilei Pământului, pe 30 martie, și continuând până pe 15 mai, zi care marchează două momente simultane din 1948, declararea independenței Israelului și Ziua Nakba, momentul „catastrofal” al pierderii pământului de către palestinieni și al începerii exilului lor.
În 2018, jurnalistul din Gaza Muthana al-Najjar, originar din Salama, a luat inițiativa de a amplasa un cort lângă graniță, în care a locuit timp de peste o lună. Alte persoane au început să planteze măslini în zona din jurul cortului jurnalistului. Al-Najjar a încercat să păstreze protestul independent de Hamas sau de orice altă grupare politică, dar Hamas a preluat organizarea lui, mobilizând mulțimi mari de locuitori din Gaza. Metodele de recrutare au inclus apeluri la posturile televiziune, în mass-media locală, pe rețelele sociale și pe cale verbală. Hamas a plănuit să păstreze protestul pașnic și a infiltrat printre protestatari personal îmbrăcat civil care să se asigure că nu vor apărea violențe. Mișcarea de protest a atras sprijinul unor intelectuali din Gaza, precum Atef Abu Saif, și a unor absolvenți ai universităților locale, care au fost inspirați de exemplul mișcărilor non-violente inițiate de Martin Luther King și Mahatma Gandhi.
În martie, Hamas, Jihadul Islamic Palestinian, Frontul Popular pentru Eliberarea Palestinei și facțiunea lui Muhammad Dahlan (expulzată din Fatah în 2011) au sprijinit organizarea protestului.
Organizatorii evenimentului, inclusiv autoritatea guvernamentală locală a Hamas și diferite alte facțiuni palestiniene, au încurajat miile de palestinieni să se adune lângă granița israeliană pentru a marca a 42-a aniversare a evenimentelor din 1976, intitulată anul acesta „Marșul Reîntoarcerii”. Totuși, într-un interviu pentru cotidianul israelian Haaretz, un oficial al Hamas a subliniat că organizația este un simplu participant la adunările de protest și că acestea au fost inițiate „de tineretul din Gaza. Ideea principală a fost gândită de tineret.”

### Incidente anterioare protestelor

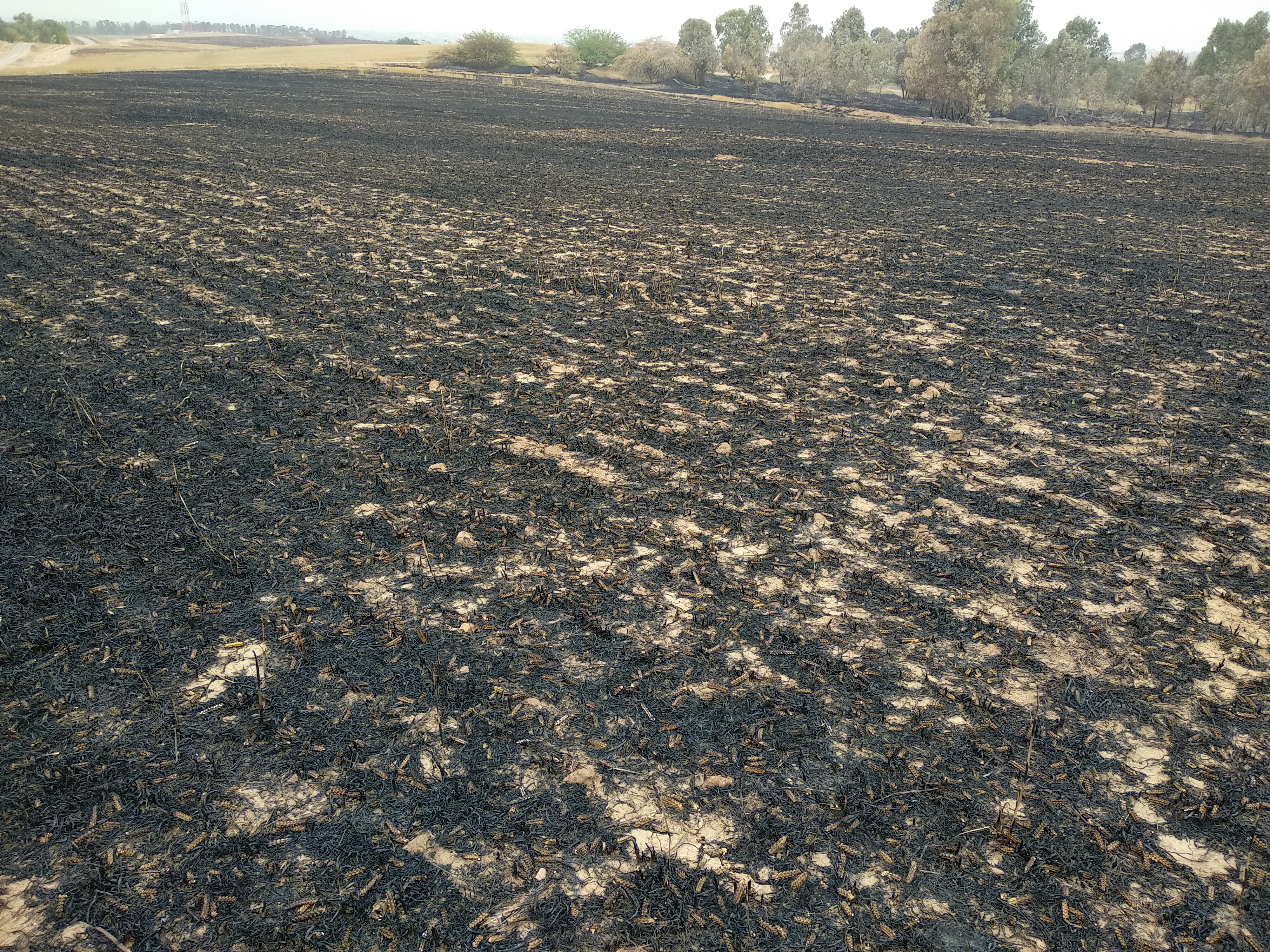
Ogor israelian incendiat de un zmeu incendiar dirijat din Gaza.

Conform B'Tselem, din 19 ianuarie 2009 și până în ajunul protestelor, 29 martie 2018, 2.732 palestinieni din Gaza fuseseră uciși de forțele israeliene, cel puțin 1.053 dintre ei în cadrul unor acțiuni armate. În aceeași perioadă de timp, 45 de soldați israelieni muriseră în urma activităților întreprinse de militanți din Gaza.
Tot conform B'Tselem, pe 11 ianuarie 2018, Amir 'Abd al-Hamid Msa'ed Abu Masa'ed (în vârstă de 15 ani, din Deir al-Balah) a fost ucis prin împușcare de forțele israeliene în timpul unui incident în care grupuri de tineri palestinieni aruncau cu pietre înspre zona de demarcație. B'Tselem a constatat că băiatul se afla la 50-70 de metri distanță de aceasta și nu era implicat în ostilități.
Conform B'Tselem, pe 16 februarie 2018, Ahmad Muhammad 'Abd Rabo Abu Hilu (în vârstă de 18 ani) a fost împușcat în ceafă când stătea la 15 metri de gardul de demarcație, în timp ce grupuri de palestinieni aruncau cu pietre spre partea israeliană. B'Tselem a recunoscut aruncarea cu pietre, dar a afirmat că Hilu nu era implicat în ostilități. El a murit pe 21 februarie 2018 din cauza rănilor.
În săptămâna anterioară evenimentului, Armata Israeliană a arestat un suspect care pătrunsese în Israel venind din nordul Gazei, doi palestinieni au fost reperați lângă fostul post de trecere a frontierei de la Karni în timp ce încercau să incendieze echipament militar israelian în apropierea gardului de separare, un grup de patru palestinieni „s-a infiltrat în Israel” lângă chibuțul Kissufim, iar trei palestinieni înarmați cu grenade și cuțite au trecut linia de demarcație și au fost arestați la circa 20 km de aceasta, lângă Tze'elim.
Pe 25 martie, armata israeliană a folosit de circa 10 ori sistemul antibalistic Cupola de fier pentru a intercepta ceea ce a pretins că este foc de mitralieră de traiectorie înaltă, tras din Gaza către Zikim.

## Cronologia protestelor

### 30 martie – protestele de Ziua Pământului
Evenimentele de pe 30 martie 2018 au fost cele mai violente din ultimii ani. Conform The New York Times, anterior protestelor, guvernul israelian a început o campanie de învinovățire a Hamas pentru orice eventuale violențe izbucnite în timpul manifestațiilor. Pentru a preveni incidentele de-a lungul frontierei, Israelul aproape și-a dublat forțele staționate în zonă, a deplasat unități speciale, drone și peste 100 de lunetiști cu permisiunea de a deschide focul. Ministrul palestinian al Sănătății a declarat că, înainte de principala serie de incidente violente, tirurile artileriei israeliene au ucis un fermier palestinian care-și lucra pământul lângă zona de graniță.
Cinci tabere de corturi au fost instalate la distanțe de circa 500-700 metri de linia de demarcație militară dintre Israel și Gaza, în apropierea zonei de interdicție stabilită de statul evreu în interiorul teritoriului palestinian:
- în zona An-Nahda, la est de Rafah;
- în zona Al-Najar, est de Khuza'a în Khan Younis;
- tabăra Al Bureij din Zona Centrală;
- în zona Malaka, la est de orașul Gaza;
- Abu Safiya în Jabalia și la punctul de control din Beit Hanoun, nordul Gazei."[75][76][77]

Conform Armatei Israeliene, circa 30.000 de persoane au fost îmbarcate de guvernul din Gaza în autobuze și deplasate până la locurile de protest; familii întregi, bărbați, femei și copii, au fost implicate în marșurile de protest. Majoritatea demonstranților au rămas în taberele de corturi, la distanță de zona de securitate de la graniță, și nu s-au implicat în violențe. Totuși, sute de tineri palestinieni au ignorat apelurile organizatorilor și avertizările armatei israeliene de a nu se apropia de zona de demarcație militară. Când unii dintre demonstranți au început să arunce cu pietre și cocktailuri Molotov, Israelul a răspuns declarând Gaza zonă militară închisă și deschizând focul împotriva protestatarilor.
La sfârșitul zilei, spitalele din Gaza, suferind de o lipsă cronică de echipamente și medicamente, s-au străduit din greu să facă față unui mare influx de victime. Un purtător de cuvânt a declarat că, numai la spitalul Al-Shifa, din cele 284 de persoane internate, majoritatea au sosit cu răni cauzate de foc cu muniție de luptă, iar 70 aveau vârsta sub 18 ani, în timp ce 11 erau femei.

#### Victimele din 30 martie
23 de palestinieni au fost uciși pe 30 martie sau au murit ulterior din cauza rănilor căpătate în acea zi, iar armata israeliană a susținut că mulți dintre ei erau membri ai Hamas. În afara celor uciși, peste 1.400 alte persoane au fost rănite, conform Ministerului Sănătății din Gaza, din care 758 rănite cu muniție de luptă, 148 cu gloanțe de cauciuc, 422 după inhalarea de gaze lacrimogene, iar alte 88 din alte cauze. Spitalele de campanie amplasate în mijlocul protestelor au tratat 405 de răniți și au transferat alți 1.010 la spitalele din Gaza pentru îngrijiri.
Ucis anterior protestelor:
- Omar Samour (31 de ani), un fermier ucis în zorii zilei pe terenul lui de lângă Khan Younis, aparent de un foc de artilerie.[53][82]

Uciși în timpul protestelor:
- Mohammed Naeem Abu Amr (Mohammed Abu Omar, 22 de ani, ucis la Rafah),[53] sculptor în nisip,[83] membru al aripii militare a Hamas[41] și, conform armatei israeliene, agent al Hamas implicat în construcția de tuneluri pe sub bariera de securitate.[25]
- Ahmed Ibrahim Ashour Odeh (19 ani), membru al aripii militare a Hamas.[41][25]
- Jihad Ahmed Fraina  (33 de ani), membru al aripii militare a Hamas[41]; conform armatei israeliene, comandantul companiei Șeih Radwan.[25]
- Mahmoud Saadi Rahmi (33 de ani); agent al Hamas din Shuja'iyya, conform armatei israeliene.[25]
- Abdul Fattah Abdul Nabi (19 ani, din  Beit Lahia), împușcat în spate în timp ce fugea dinspre graniță cu un cauciuc în mână.[24] Israelul a raportat că „Abd al-Fattah Bahjat Abd al-Nabi” se află printre militanții Hamas pe care i-a ucis.[25] Familia lui Abdul Fattah a negat că acesta era membru al aripii militare a Hamas și a afirmat că lucra de fapt într-o șaormerie; la înmormântare, el nu a primit onorurile obișnuite atunci când este ucis un militant palestinian.[84]
- Ibrahim Salah Abu Shaar (20 de ani); activist jihadist, conform afirmațiilor armatei israeliene.[25]
- Sari Walid Abu Odeh,[85]; membru al aripii militare a Hamas,[41] agent al Hamas din Beit Hanoun, conform armatei israeliene.[25]
- Hamdan Isma'il Abu Amsha (28 de ani); membru al aripii militare a Hamas din Beit Hanoun, conform armatei israeliene.[25]
- Jihad Zuhair Abu Jamous; conform armatei israeliene, membru al Brigăzii Martirilor al-Aqsa.[25]

- Naji Abu Hijir[53][85]
- Mohammad Kamel Najjar[53] (împușcat în stomac lângă Jabalia)
- Wahid Nasrallah Abu Samour[82]
- Amin  Mahmoud Abu Muammar (38 de ani, din Rafah)[53]
- Abd al-Qader Marhi al-Hawajri[82]
- Bader Fayek al-Sabbagh[85] (20 de ani, împușcat în cap când fuma o țigară cu fratele lui în spatele unui grup care arunca cu pietre)[86]

#### Morți ulterior, în urma rănilor din 30 martie
- Faris al-Raqid (29 de ani), membru al Jihadului Islamic[87], rănit grav de un glonte în stomac, a decedat trei zile mai târziu. Jihadul Islamic Jihad a pretins că al-Raqid era neînarmat în timpul protestului.[87][88]
- Shadi al-Kashif (34 de ani), împușcat în cap pe 30 martie. După șase zile în stare critică, el a murit pe 5 aprilie.[81]
- Thaer Muhammad Rabaa (30 de ani, din tabăra de refugiați Jabalia) a fost împușcat în timpul protestelor și a murit pe 6 aprilie.

#### Uciși și recuperați de Israel
Doi bărbați înarmați, Muhammed Mhareb al-Arabiyeh și Musab Zuheir Anis al-Saloul (care, conform paginii web a Hamas, era membru al aripii sale militare), au fost uciși de armată. Conform Centrului Legal Adalah pentru Drepturile Minorității Arabe din Israel, cadavrele lor au fost lăsate abandonate în zona tampon stabilită de Israel în apropierea frontierei, lângă Jahr Al-Dik, în valea Wadi Gaza, la circa 150 de linia militară de demarcație, iar trupurile lor nu au putut fi evacuate din cauza proximității zonei cu acces interzis în care, conform amenințării israeliene, oricine se apropie riscă să fie împușcat. Forțele israeliene au recuperat cadavrele și au anunțat că cei doi, înarmați cu puști automate de asalt AK-47 și grenade de mână, au încercat să străpungă  bariera de securitate. Un purtător de cuvânt la Grupului Internațional de Criză i-a descris drept „doi militanți Hamas înarmați, separat de mulțimile care protestau, [care] au încercat să se apropie de gard și au fost uciși de forțele israeliene.”
Pe 1 aprilie, Israelul a anunțat că nu va returna trupurile celor doi, ci le va reține. Statul evreu dorește recuperarea lui Avera Mangistu, Hisham al-Sayed și Jumaa Abu Ghanima, persoane cu probleme psihice care s-au aventurat în Gaza și sunt acum deținute de Hamas, precum și trupurile lui Hadar Goldin și Oren Shaul, soldați despre care se crede că au fost uciși în 2014, în timpul conflictului din Gaza. Israelul deține deja trupurile a 24 de palestinieni uciși în incidente anterioare.

### 31 martie – 5 aprilie
- Ahmed Arafa (25 de ani), a fost ucis de tiruri israeliene după ce a traversat gardul de separație pe 3 aprilie. Arafa era membru al aripii militare a Frontului Democratic pentru Eliberarea Palestinei. Conform armatei israeliene, el era parte a unui grup de cinci persoane care apăreau pe o filmare a unei camere de supraveghere lângă limita de demarcație dintre Gaza și Israel. Una din persoane a rupt gardul cu ajutorul unei țevi, iar alte două au traversat în Israel prin gaura rezultată.[92]
- Un palestinian a fost ucis de un bombardament aerian israelian pe 5 aprilie, după ce s-a apropiat de gardul de separație. Armata israeliană a declarat că era înarmat cu o armă de asalt și a publicat înregistrări video înfățișând o persoană în timp ce se deplasa.[93][94]

### 6 Aprilie – „Vinerea Cauciucurilor”

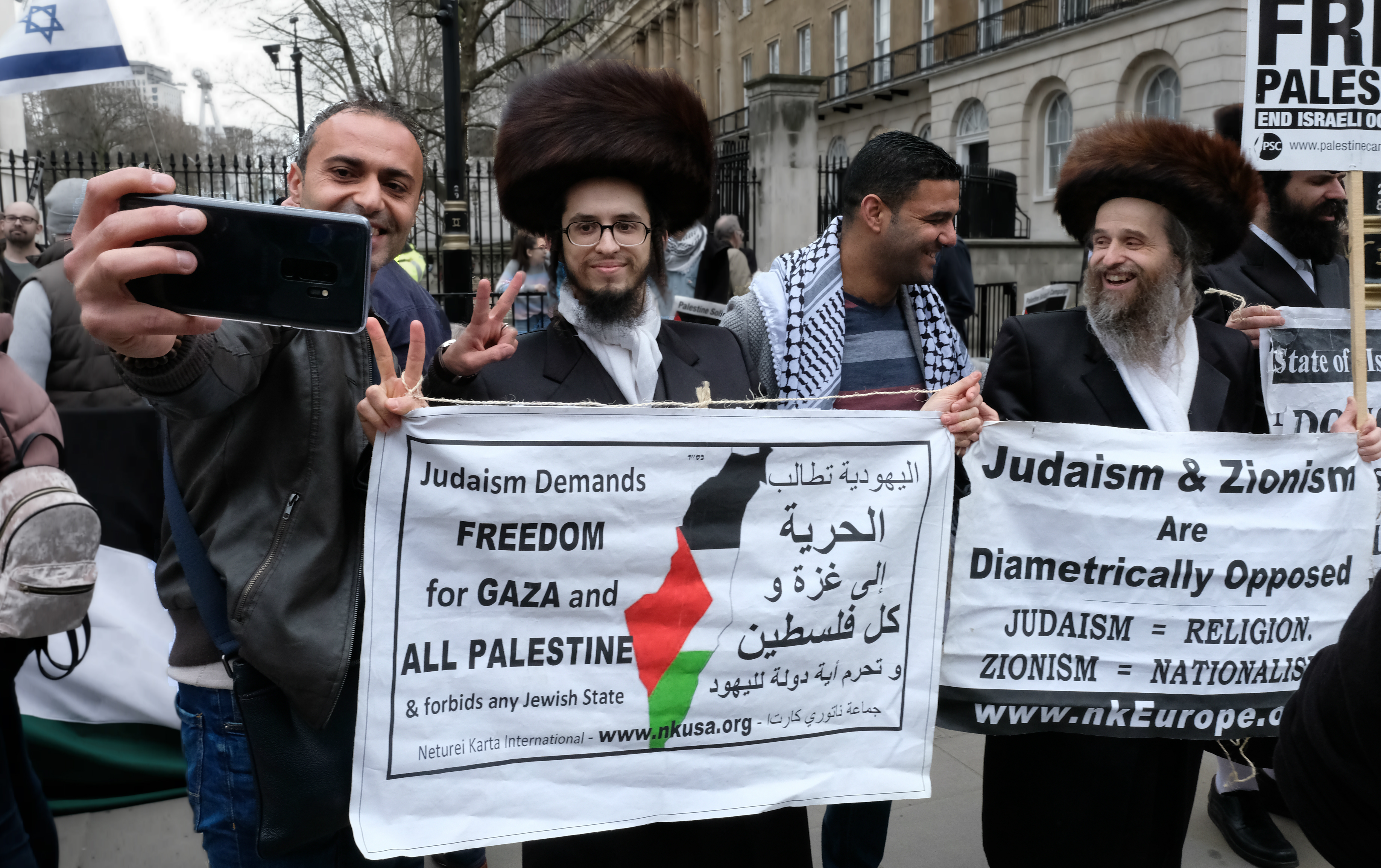
Membri ai Neturei Karta manifestând la Londra pentru solidaritate cu palestinienii.

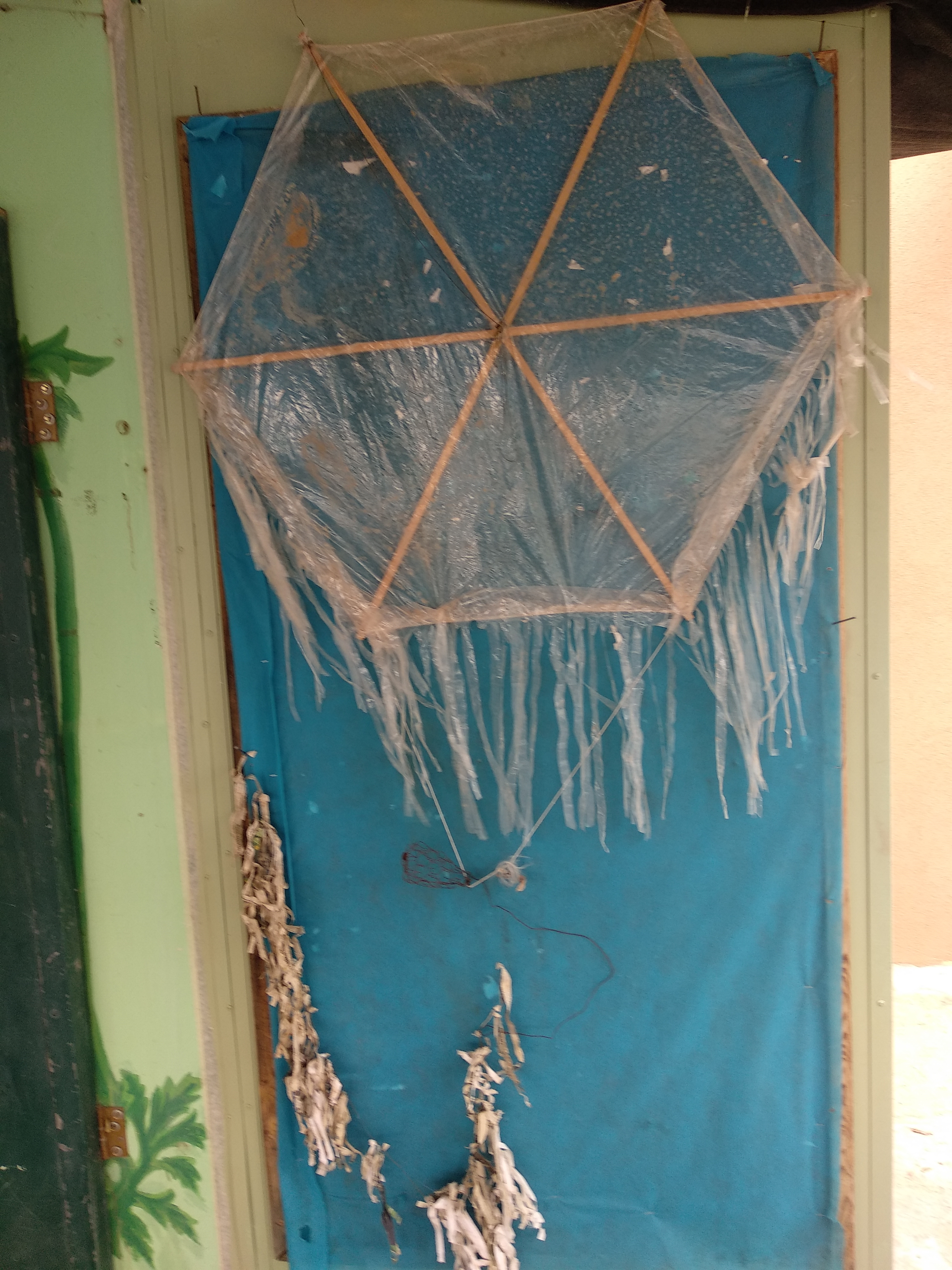
Zmeu incendiar folosit de palestinieni.

Organizatorii protestelor și Hamas au chemat la reluarea demonstrațiilor lângă granița dintre Israel și Gaza vinerea următoare, pe 6 aprilie 2018. Armata Israeliană a avertizat că intenționează să utilizeze aceleași măsuri de forță precum în săptămâna precedentă, pentru a preveni infiltrările pe teritoriul israelian.
Între 31 martie și 6 aprilie, demonstranții au strâns cauciucuri în Gaza care să fie incendiate pe 6 aprilie, pregătindu-se pentru ceea ce a fost numită „Vinerea Cauciucurilor”. Oficialii israelieni au avertizat că arderea cauciucurilor de-a lungul graniței poate produce pagube mediului înconjurător.
Mii de palestinieni au participat la manifestațiile de 6 aprilie. Armata israeliană a estimat numărul lor la circa 20.000 de persoane. În privința protestelor din 6 aprilie, Ministerul Sănătății din Gaza a raportat că 9 palestinieni au fost uciși și 1.350 răniți, din care 25 în stare critică; aproximativ 400 dintre răniți au fost victimele muniției de război folosite de armata israeliană. Societatea de Cruce Roșie Palestiniană a raportat că a tratat circa 700 de răniți pe 6 aprilie, inclusiv 320 răniți cu muniție de război.
- Printre cei uciși s-a aflat și Yaser Murtaja, un fotograf palestinian de 30 de ani care, conform surselor palestiniene, a fost împușcat în stomac de un lunetist israelian în ciuda faptului că purta o vestă de protecție inscripționată „PRESS” (presă) pentru a fi identificat ca jurnalist. Ministrul Israelian al Apărării, Avigdor Lieberman, a afirmat după moartea fotografului Murtaja că „oricine ridică drone deasupra soldaților israelieni își pune viața în pericol”.[103] Sindicatul jurnaliștilor palestinieni a făcut public faptul că alți șapte jurnaliști palestinieni au fost răniți de tirurile israeliene pe data de 6 aprilie.[102] Comitetul pentru Protecția Jurnaliștilor a pomenit cinci victime: cameramanul televiziunii al-Aqsa, Khalil abu Adhreh, fotograful amator Ibrahim al-Za'noun, editorul agenției de presă Sky Press, Ezz Abu Shanab, și cameramanul Medi1TV, Adham al-Hajjar, toți loviți de muniție de război israeliană, precum și fotograful agenției de presă European Press Photo Agency, Saber Nureldine, rănit de un șrapnel.[104]

Centrul Palestinian pentru Drepturile Omului a raportat următoarele victime:
- Mohammed Sa’ed Mousa al-Haj Saleh (33 de ani, din Rafah) a fost împușcat cu muniție de război în abdomen și în piept, la est de Rafah, și a murit după câteva ore.
- ‘Ala’a Eden Yehyah al-Zameli (16 ani, din Rafah) a fost împușcat cu muniție de război în gât, la est de Rafah.
- Osama Khamis Musalam Qdaih (38 de ani, din ‘Abasan al-Kabirah, în Khan Yunis) a fost împușcat cu muniție de război în cap, la est de Khuza’ah.
- Ibrahim Zeyad Salamah al-‘Aar (20 de ani, din al-Nuseirat) a fost împușcat cu muniție de război în cap, la est de al-Buraij.
- Sedqi Taleb Mohammed Abu ‘Atawi (45 de ani, din al-Nuseirat) a fost împușcat cu muniție de război în cap, la est de al-Buraij.
- Husein Mohammed ‘Adnan Madi (14 de ani, din cartierul Sheikh Redwan al orașului Gaza) a fost împușcat cu muniție de război în piept, la est de cartierul al-Sheja’eyah al orașului Gaza.
- Majdi Ramadan Mousa Shabat (38 de ani, din Beit Hanoun) a fost împușcat cu muniție de război în gât, la nord-est de Jabalia.

Un alt protestatar a fost rănit mortal pe 6 aprilie:
- Marwan Qudeih (45 de ani, din Khan Younis) a fost rănit de tirurile israeliene la est de localitate și a murit din cauza rănilor pe 9 aprilie.[106][107]

### 6 – 12 aprilie
- Conform armatei israeliene, trei palestinieni au traversat în seara de 8 aprilie gardul de separație din nordul Fâșiei Gaza, au plantat două dispozitive explozive și s-au întors rapid în Gaza. Armata a ripostat cu tiruri de pe tancurile poziționate în zonă.[108]
- În zorii zilei de 9 aprilie, armata a atacat o clădire militară aparținând Hamas din nordul Fâșiei Gaza, drept răspuns la încercarea de infiltrare din seara anterioară. Armata israeliană a declarat că organizația Hamas „este singura responsabilă pentru tot ce se întâmplă în Fâșia Gaza, de deasupra pământului și până sub pământ”.[109]
- În dimineața de 11 aprilie, palestinienii au amplasat o bombă lângă un utilaj de construcții parcat în vecinătatea barierei de demarcație. Armata israeliană a răspuns cu tiruri de obuze de pe tancuri către poziții care, conform armatei, erau ocupate de Hamas.[110]
- Pe 12 aprilie, Mohammed Hamada Hijila (31 de ani), despre care armata israeliană a afirmat că fusese „angajat într-o confruntare militară”, a fost ucis de un bombardament aerian israelian la est de Shuja'iyya.[111][112]

### 13 aprilie
Protestele din a treia vinere consecutivă au fost mai reduse decât cele precedente. Armata israeliană a estimat că 10.000 de persoane au protestat pe 13 aprilie. Unii palestinieni au încercat să străpungă bariera de demarcație, au aruncat cocktailuri Molotov și dispozitive explozive și au încercat să dirijeze zmeie în flăcări către teritoriul israelian.
- Islam Hirzallah (28 de ani) a fost rănit mortal cu muniție de război în abdomen.[113][45]
- Tahrir Mahmoud Wahba (18 ani, un tânăr surd) a fost rănit grav și a decedat pe 23 aprilie.[32]
- Ahmed Abu Hussein, fotojurnalist care purta o vestă de protecție marcată vizibil cu „PRESS” („presa”)[115] a fost de asemenea grav rănit și a decedat în Spitalul Sheba din Tel HaShomer pe 25 aprilie, după ce fusese transferat acolo pentru tratament.[28]

Ministerul Sănătății din Gaza a raportat că 969 de persoane ar fi fost rănite de forțele israeliene, dintre care 223 cu muniție de război. Printre victime s-ar fi aflat 67 de copii. Conform ministerului, 15 răniți se aflau pe 13 aprilie în stare critică în urma tirurilor israeliene cu muniție de război.

### 14 – 16 aprilie
- Pe 14 aprilie, patru palestinieni au fost uciși într-o explozie lângă una din taberele de corturi;[117] Jihadul Islamic Palestinian a declarat că ei erau membri ai organizației și că au murit în timpul unor „pregătiri”.[118]
- Mai multe zmeie de care fuseseră atașate dispozitive incendiare, din care cel puțin trei pe data de 14 aprilie, au fost dirijate de palestinieni în teritoriul israelian și au iscat mai multe incendii, dar nu au cauzat victime.[119]
- Pe 15 aprilie, armata israeliană a afirmat că a distrus un tunel care traversa pe sub linia de demarcație militară dintre Gaza și Israel. Nu au fost raportate victime.[120]
- Pe 16 aprilie, alte zmeie incendiare au fost dirijate din Fâșia Gaza. Unul dintre ele a iscat un incendiu care a mistuit o plantație de grâu din Israel.[121]

### 20 aprilie
Manifestațiile de vineri, 20 aprilie, au fost intitulate „Marșul Femeilor din Gaza” și au intenționat să reliefeze rolul femeilor în cadrul protestelor. Cel puțin patru protestatari palestinieni au fost uciși, printre ei și un băiat de 15 ani, și peste 150 (după alte surse peste 700) au fost răniți de soldații israelieni. De asemenea, conform Comitetului pentru Protecția Jurnaliștilor, patru ziariști care acopereau subiectul protestelor au fost răniți de forțele israeliene.
Înaintea protestelor, aviația israeliană a lansat fluturași în Fâșia Gaza avertizând împotriva apropierii de bariera de separație sau încercărilor de avariere a ei.
Cinci palestinieni au fost împușcați mortal de Israel pe 20 aprilie.
- Mohammad Ayoub (14 ani, din cartierul Al Falouja al taberei de refugiați Jabalia) a fost împușcat mortal în cap.[127] Fratele și vărul lui, care au fost martori la uciderea băiatului, au declarat că Ayoub stătea pe pământ, apoi a fugit pentru a scăpa de efectele gazelor lacrimogene, moment în care a fost împușcat.[29] El a murit la spitalul Al Shifa.[128] Ayoub este al patrulea copil israelian ucis în timpul protestelor.[29]
- Ahmed Abu Aqel (25 ani, din Jabalia). Abu Aqel fusese împușcat la o manifestație anterioară împotriva recunoașterii de către SUA a Ierusalimului drept capitala Israelului, în decembrie 2017. Din cauza rănii, el umbla sprijinit în cârje și se afla pe o dună de nisip, la 150 metri de gard, în momentul uciderii sale, conform Centrului Al Mezan pentru Drepturile Omului. Forțele israeliene l-au împușcat mortal în ceafă.[128]
- Ahmed Al Athamna (24 ani, din Beit Hanoun) a fost împușcat mortal cu un glonte în partea superioară a spatelui, conform Centrului Al Mezan.[128]
- Sa’ad Abu Taha (30 de ani) a fost împușcat mortal în ceafă în estul localității Khan Younis. El se afla la aproximativ 100 de metri de limita de demarcație, conform Centrului Al Mezan.[128]

- Abdullah Shamali (20 de ani) a fost rănit de un glonte în abdomen la est de Rafah și a murit în noaptea de 22–23 aprilie.[129]

Ministerul Sănătății din Gaza a raportat că 445 de persoane au fost rănite de forțele israeliene, incluzând 96 rănite cu muniție de război. 174 de persoane au fost spitalizate, în timp ce restul au fost tratate la clinicile improvizate din taberele de corturi.

### 27 aprilie
Conform estimărilor militare israeliene, peste 10.000 de persoane au participat la protestele din această zi, intitulate „Ziua tineretului rebel”. Pentru prima dată în campania de cinci săptămâni, protestatarii au ajuns la gardul electrificat de la frontieră, după ce au traversat un gard mai puțin înalt de sârmă ghimpată; soldații israelieni au tras focuri de armă și au aruncat o grenadă înspre un grup de 12 bărbați care escaladau gardul, lovindu-i pe câțiva în cap. O mulțime numeroasă („câteva sute”, conform armatei israeliene; „mii”, conform The New York Times) s-a îndreptat spre punctul de trecere a frontierei Karni, după un discurs al liderului Hamas Ismail Radwan. Armata israeliană a lansat gaze lacrimogene și a deschis focul cu muniție de război împotriva mulțimii, rănind mai multe persoane. Surse militare israeliene au declarat că cel puțin doi palestinieni înarmați s-au apropiat de limita de demarcație și au tras cel puțin șapte focuri către soldații israelieni. Conform The New York Times, trupele israeliene au ripostat cu foc de armă și cu o grenadă de mână, rănind doi protestatari neînarmați.
Ministerul Sănătății din Gaza a raportat inițial că trei palestinieni au fost uciși de forțele israeliene cu gloanțe trase în cap. Alți doi palestinieni au murit ulterior din cauza rănilor căpătate pe 27 aprilie. În total, statisticile palestiniene susțin că 884 de protestatari au fost răniți de israelieni, din care 174 cu muniție de război. Patru membri ai personalului medical și șase jurnaliști se numără și ei printre cei răniți.
- Azzam Oweida (15 ani), împușcat în cap, a murit pe 28 aprilie.[135]
- Anas Abu Asr, rănit grav lângă orașul Gaza, a murit pe 3 mai.[136]

În noaptea de 27 aprilie, Forțele Aeriene Israeliene au atacat șase ținte din Portul Gaza, afirmând că aparțineau forțelor de comando navale ale Hamas, și au rănit patru persoane. Armata israeliană a declarat că a răspuns „actelor de teroare și încercărilor majore de infiltrare a graniței înspre teritoriul israelian de la începutul acestei zile”.

### 29 aprilie
Trei incidente distincte de-a lungul gardului de separație s-au produs în seara de 29 aprilie între armata israeliană și palestinieni. În primul incident, armata a declarat că doi bărbați „au încercat să se infiltreze” în Israel din sudul Fâșiei Gaza. Unul a fost ucis, celălalt capturat după ce a fost rănit. În al doilea incident, armata a declarat că doi bărbați care trecuseră frontiera „au aruncat dispozitive explozive” spre militarii israelieni înainte de a fi uciși de aceștia cu focuri de armă. Într-un al treilea incident, doi palestinieni înarmați cu dispozitive de perforare și cu cuțite au fost arestați când încercau să străpungă gardul de separare.

### 2 mai
Un zmeu incendiar lansat din Gaza a cauzat un incendiu puternic în pădurea Be'eri, mistuind sute de dunami de arbori. Zece echipe de pompieri s-au luptat să izoleze și să stingă incendiul.
Fotografii ale unor palestinieni pregătind baloane incendiare au fost postate pe Twitter.

### 4 mai
Protestele organizate pe 4 mai au fost denumite „Vinerea muncitorului palestinian”, în onoarea Zilei Internaționale a Muncii, care a fost sărbătorită la începutul săptămânii. Oficialii israelieni au estimat că 10.000 de persoane au participat la proteste. Curând după prânz, confruntările au început între protestatari, care au aruncat cu pietre, au ars cauciucuri și au lansat zmeie incendiare, și soldații israelieni, care au tras cu gaze lacrimogene și muniție de război. Spre seară, oficiali medicali au estimat că 1.100 de protestatari fuseseră răniți, inclusiv 82 împușcați cu muniție de război, iar 800 suferiseră din cauza efectelor gazelor lacrimogene. Două drone folosite de armata israeliană au fost doborâte de palestinieni cu praștiile. Protestatarii au avariat de asemenea accesorii folosite de forțele israeliene la punctul de trecere a frontierei Kerem Shalom; oficialii israelieni au declarat că accesoriile se aflau de partea palestiniană a graniței. Avariile au inclus arderea unei conducte folosite de Israel pentru a asigura combustibil în Gaza.
Palestinienii au pregătit sute de zmeie incendiare, intenționând să le dirijeze cât mai departe posibil în Israel, profitând de valul de căldură pentru a isca incendii, dar vântul a suflat din cealaltă direcție, dinspre vest. Vântul a adus de asemenea gaz lacrimogen și fum de la cauciucurile incendiate înspre mulțimile de palestinieni, alungându-i pe mulți.

### 5 mai
Șase agenți Hamas au fost uciși într-o explozie în Deir al-Balah. O declarație a aripii militare a Hamas a acuzat Israelul, considerând că a fost o „crimă atroce comisă împotriva luptătorilor [săi]”. Un purtător de cuvânt al armatei israeliene a declarat că „armata nu este în nici un fel implicată în acest incident”. Un palestinian, sursă pentru ziarul Haaretz, a afirmat că a fost „o explozie care a rezultat în urma manipulării explozibililor într-o clădire”.
Armata israeliană a bombardat un avanpost al Hamas din nordul fâșiei Gaza care, conform armatei, fusese folosit pentru lansarea de obiecte incendiare înspre teritoriul israelian. Maiorul Avichai Adraee a afirmat într-un tweet că „zmeiele de atac nu sunt un joc de copii și noi nu le vedem în acest mod. Hamas vă folosește pe voi [locuitorii din Gaza] și vă împinge către cercul terorismului”, în timp ce Shai Hajaj, președintele Consiliului Regional Merhavim din sudul Israelului, a spus: „când tribunalele din Ierusalim discută petiții ale organizațiilor de stânga care să lege mâinile soldaților care stau în fața insurgenților din Gaza care vor să ajungă la gard, incendiile continuă pe pământurile fermierilor... Cerem ca armata să oprească imediat această violență [palestiniană]”.

### 6 mai
Trei palestinieni au fost uciși la capătul sudic al gardului de separație dintre Gaza și Israel. Conform armatei israeliene, ei transportau bombe incendiare, un topor, clești de sârmă, o mască de oxigen și mănuși.

### 7 mai
Baloane incendiare lansate din Fâșia Gaza au iscat incendii pe un câmp cultivat cu cereale de lângă Mefalsim și în pădurea Be'eri. Asemănătoare zmeielor incendiare, baloanele transportau cocktailuri Molotov deja aprinse. Vântul, bătând în general dinspre vest, a purtat baloanele în Israel, iar cocktailurile Molotov au provocat explozia lor la altitudine medie, materialul incendiar răspândindu-se la sol. Ziarul Haaretz a raportat în acea zi că organizația Hamas, aflată într-o criză „fără precedent” și într-o situație „foarte grea”, ar fi încercat să intre în negocieri cu Israelul pentru stabilirea unui armistițiu pe termen lung care să ușureze blocada enclavei și să reducă tensiunile, fără să obțină, după informațiile publicației, un răspuns israelian clar. Reținerea Israelului ar putea conduce, conform corespondentului pe teme de apărare Amos Harel, la o explozie de furie cu ocazia Zilei Nakba.

### 11 mai
15.000 demonstranți au luat parte la protestele din această vineri. Unii din ei au ars cauciucuri, în speranța că fumul va asigura acoperire sabotorilor pentru a distruge și a traversa gardul de securitate, alții au aruncat grenade, țevi explozibile și pietre către trupele israeliene. Un palestinian de 40 de ani a fost ucis și alți 973 răniți, din care șapte în stare critică. Armata israeliană a folosit vehicule aeriene noi, de mici dimensiuni, controlate de la sol și având lame atașate de aripi pentru a contracara zmeiele incendiare lansate din Gaza, doborând peste 40 de zmeie.
Palestinienii au pătruns în punctul de trecere a frontierei Kerem Shalom, principala poartă pentru traficul de mărfuri înspre și dinspre Gaza, au incendiat o conductă de gaze, au avariat o conductă de carburant și au incendiat o bandă rulantă.
Forțele aeriene israeliene au distrus un tunel subteran care ajunsese la doar câțiva metri de graniță.

### 12 mai
Israelul a anunțat că punctul de trecere a frontierei Kerem Shalom „va rămâne închis până când pagubele provocate de proteste vor fi reparate și va fi redeschis după o evaluare a situației”, fiind totuși deschis cazurilor umanitare până când o decizie generală va fi luată.

### 13 mai
Pe 13 mai, forțele israeliene au deschis focul împotriva unei mulțimi de protestatari pașnici aflați la circa 23 de metri de gardul de separație. Alaa Asawafiri, o tânără de 26 de ani care făcea parte dintr-un grup de femei care strigau împotriva soldaților israelieni de la gardul de separație, a fost împușcată în stomac și spitalizată în stare critică.

### 14 mai

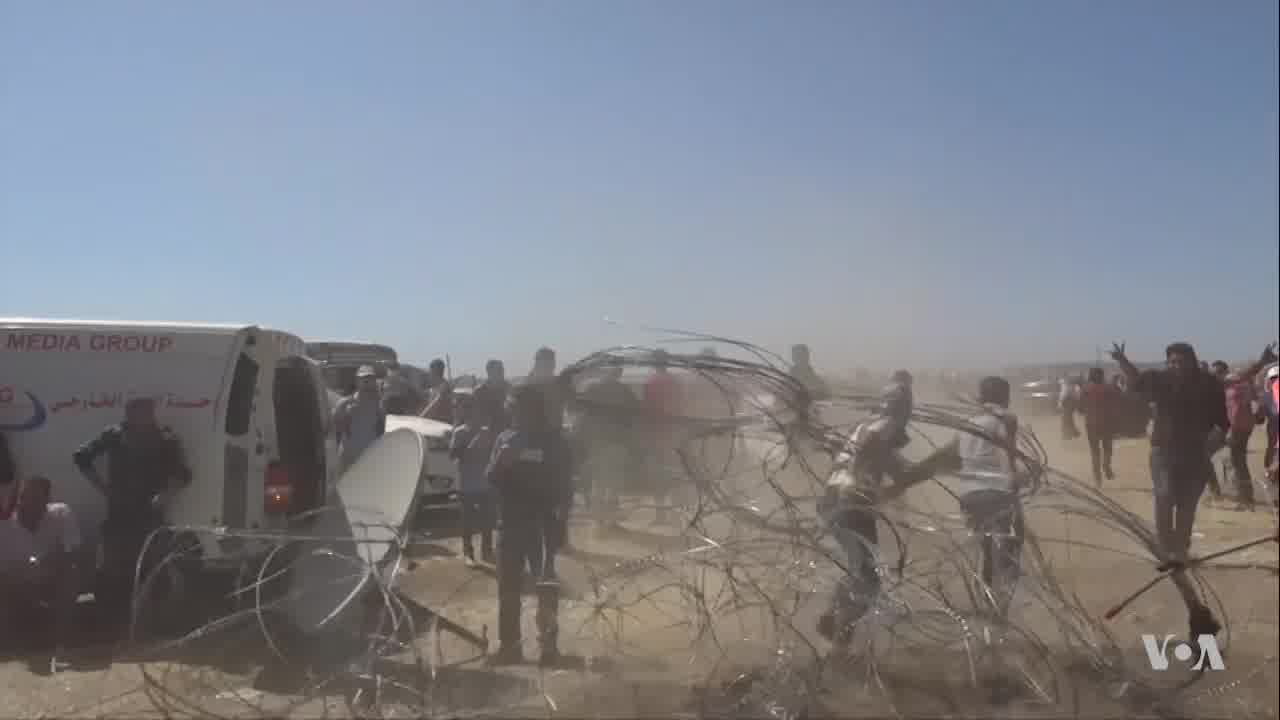
Manifestanți palestinieni târând o bucată din gardul de separație.

Protestele și violențele din 14 mai au coincis cu ceremonia de relocare a ambasadei Statelor Unite la Ierusalim, pe care mass-media internațională a privit-o ca pe un motiv al intensificării tensiunilor. Ambele evenimente au fost programate să marcheze 70 de ani de la fondarea Israelului. Ministerul Sănătății din Gaza din guvernul Hamas a anunțat că 52 de persoane au fost ucise de trupele israeliene de la frontieră, printre ele aflându-se și un băiat de 14 ani, și peste 1.200 au fost rănite, aceasta fiind „cea mai sângeroasă zi din Gaza începând de la sfârșitul anului 2014”. Până la sfârșitul zilei s-a anunțat că cel puțin 58 de protestatari palestinieni au fost uciși. Surse palestiniene au afirmat că în jur de 2.700 de persoane au fost rănite.
Armata israeliană a declarat că trei dintre cei uciși încercaseră să planteze explozibile la gardul de securitate și că în alte două incidente trupele israeliene, împotriva cărora s-a tras dinspre partea palestiniană, au ripostat cu focuri de armă. Forțele aeriene israeliene au atacat cinci ținte Hamas dintr-o tabără de antrenament din Jabalia drept răspuns la încercarea de a planta explozibil și la tirurile împotriva trupelor israeliene. Un soldat israelian a fost rănit în acea zi, „probabil de o piatră [palestiniană]”. Deputatul Likud Avi Dichter a asigurat Knessetul că nu e îngrijorat de o posibilă penetrare a frontierei, deoarece „armata israeliană are suficiente gloanțe pentru toți”.
Salah al-Bardawi, membru al biroului politic al Hamas, a declarat că 50 din cei 62 uciși în protestele din 14–15 mai erau membri Hamas, adăugând că acestea sunt „cifre oficiale”, deși nu a specificat dacă victimele erau membri ai aripii politice sau ai celei militare a grupării. Într-un interviu pentru CNN, Abdel Latif Quanau, purtător de cuvânt al Hamas, a afirmat că nu poate confirma sau nega aceste cifre și că „protestele sunt pașnice și includ toate facțiunile politice și militare”. Amira Hass a primit afirmația lui Salah al-Bardawi cu scepticism, declarând că unul din prietenii ei din Gaza i-a spus că „asta [cifra 50] este o altă exagerare tipică de-a noastră”. Jihadul Islamic a afirmat că trei membri ai aripii sale militare Saraya al-Quds au fost uciși. Un oficial al Jihadului Islamic a declarat că cei uciși nu erau înarmați și participau la un protest legitim.
Un purtător de cuvânt al Înaltului Comisariat al Națiunilor Unite pentru Drepturile Omului, Rupert Colville, a calificat uciderea palestinienilor „o scandaloasă violare a drepturilor omului” de către Israel. Zeid Ra’ad al-Hussein, Înaltul Comisar al Națiunilor Unite pentru Drepturile Omului, a declarat că „cei responsabili pentru revoltătoarele violări ale drepturilor omului trebuie trași la răspundere”. Numeroase țări și-au exprimat îngrijorarea privind victimele, printre ele aflându-se Rusia, Franța, Germania și Regatul Unit. Statele Unite au afirmat că decesele sunt tragice și au plasat responsabilitatea asupra Hamas, considerând că Israelul are dreptul să-și apere granițele. Africa de Sud și-a retras ambasadorul din Israel, citând „maniera gravă și indiscriminatorie a recentului atac israelian”. Germania, Regatul Unit, Irlanda și Belgia au solicitat o anchetă independentă.  Președintele turc Recep Tayyip Erdoğan, adresându-se studenților turci din Londra într-un discurs transmis de televiziunea națională turcă, a declarat că Turcia își va rechema ambasadorii din Israel și Statele Unite și a adăugat că acțiunile Israelului împotriva protestatarilor palestinieni reprezintă „genocid”. Această declarație a stârnit un șir de acuze diplomatice între liderii turc și israelian, determinând Knessetul să propună ca Israelul să recunoască oficial uciderea a peste 1 milion de armeni de către otomani ca act de genocid, lucru pe care Turcia îl respinge.

### 15 mai
Organizatorii protestelor au declarat 15 mai o zi de doliu pentru cei uciși în ziua anterioară. Mult mai puține persoane au participat la activitățile din taberele de corturi. Un protestatar a fost ucis, conform Ministerului Sănătății din Gaza.

### 16 mai
Câteva case din orașul israelian Sderot au fost atinse de focuri de armă automată trase din Gaza, care au cauzat pagube, dar nu și victime. Israelul a declarat că Hamas a redus intensitatea protestelor din Gaza după presiuni din partea Egiptului.

### 22 mai
Un grup de palestinieni a traversat gardul de separație și a incendiat un post abandonat al armatei israeliene de lângă Bureij. Ca urmare a incidentului, tancuri israeliene au executat tiruri împotriva unui post al Hamas din zonă.

### 25 mai
În jur de 1.600 de palestinieni din Gaza au participat la protestele de vineri în două locații. Într-una din ele, zeci de tineri au avansat până la mai puțin de 300 de metri de frontieră și au ars cauciucuri. La est de orașul Gaza alți tineri au ajuns până la gardul de separație și au încercat să-l traverseze. Instituția purtătorului de cuvânt al armatei israeliene a raportat că palestinienii au aruncat spre soldați un dispozitiv exploziv improvizat. Armata a răspuns cu mijloace de control al mulțimilor și cu muniție de război, rănind cel puțin 109 palestinieni, din care 10 cu muniție de război, conform surselor medicale din Gaza. Zmeie incendiare au fost de asemenea dirijate de protestatari spre Israel și au fost doborâte de armata israeliană. Ismail Haniyeh și Yahya Sinwar au vizitat una din taberele protestatarilor.

### 1 iunie
Ministerul Sănătății din Gaza a declarat că 100 de protestatari au fost răniți, 40 cu muniție de război, iar printre victime se află și un paramedic, o tânără pe nume Razan Ashraf al-Najjar, ucisă de lunetiști israelieni deși era îmbrăcată vizibil în uniformă medicală de culoare albă. Lunetiștii deschiseseră focul asupra unui grup de cinci paramedici care se deplasau pentru a-i ajuta pe demonstranții răniți lângă graniță. Numeroase proteste au continuat, iar pompierii israelieni au fost chemați pentru a stinge incendiile iscate de partea israeliană a frontierei. Palestinienii au ars cauciucuri, unii din ei au încercat să avarieze gardul de separație, vehicule militare au fost incendiate, iar o persoană a pătruns în Israel, a declanșat o grenadă și s-a întors apoi în Gaza.

## Victime și pagube

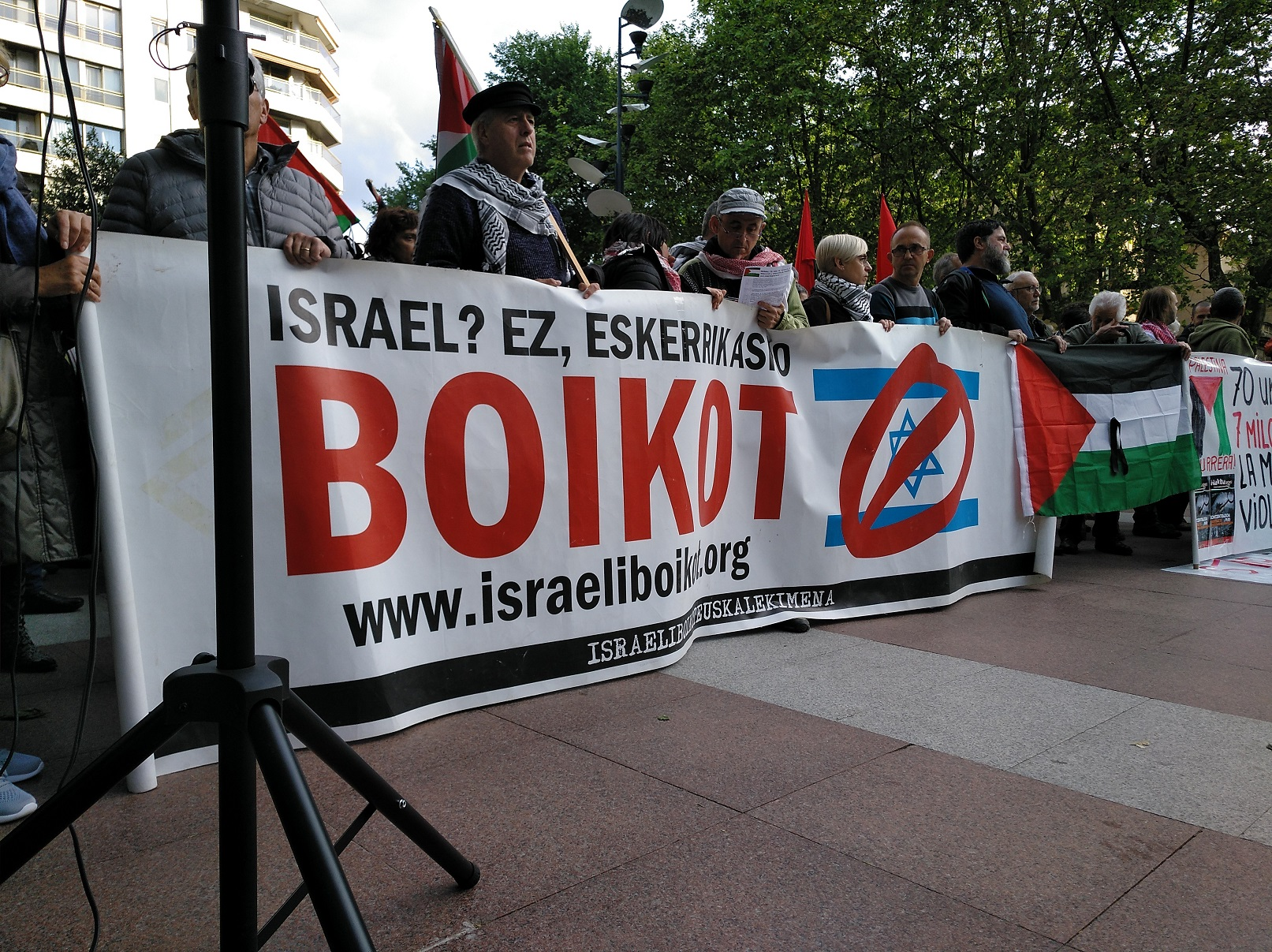
Protest în San Sebastián, Spania, pe 15 mai 2018, afișând un steag israelian barat.

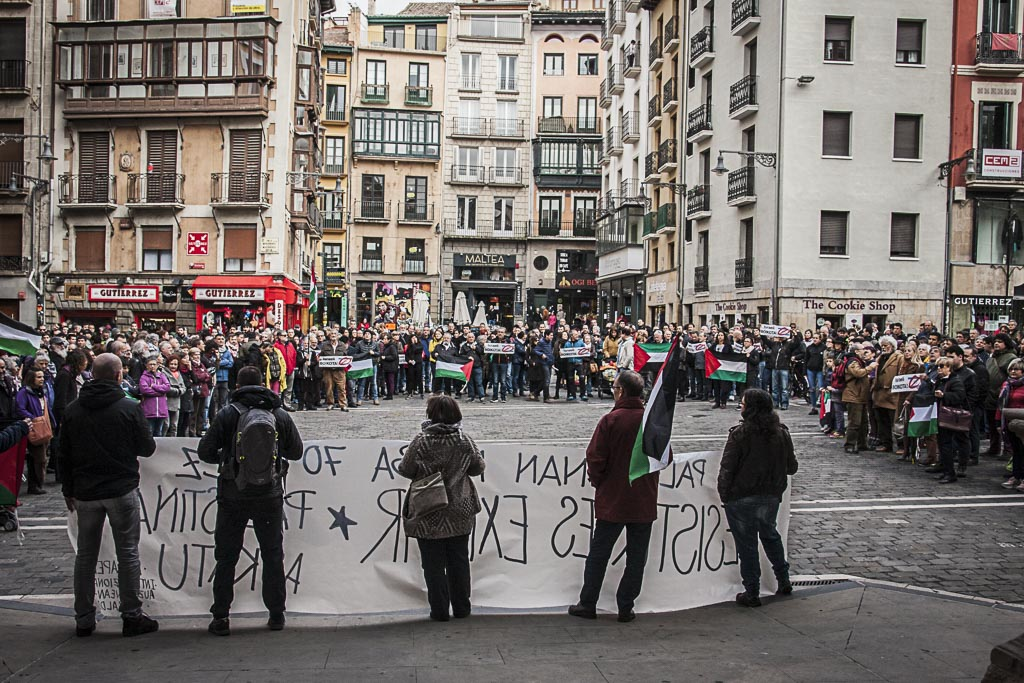
Solidaritate cu palestinienii din Gaza în Pamplona, 15 mai 2018.

Până pe 21 mai 2018, conform Ministerului Palestinian al Sănătății din Gaza, situația victimelor era următoarea:
- 112 uciși, din care 13 sub 18 ani;
- 13.190 răniți;

Răniți
- 7.618 răniți cu muniție de război sau gloanțe de cauciuc;
- 5.572 cu simptome de sufocare din cauza gazelor lacrimogene;
- 332 răniți grav;
- 3.422 răniți moderat;
- 9.436 răniți ușor;

- 2.096 copii răniți;
- 1.029 femei rănite;

Amputări
- 32 de amputări;

Personal medical
- 1 paramedic al Protecției Civile Palestiniene ucis;
- 223 medici răniți cu muniție de război sau cu simptome de sufocare din cauza gazelor lacrimogene;

Jurnaliști
- 2 jurnaliști uciși;
- 175 de jurnaliști răniți;[182][183]

Pe 17 aprilie 2018, Organizația Mondială a Sănătății (OMS) și-a exprimat îngrijorarea că circa 350 de persoane ar putea rămâne cu dizabilități temporare sau permanente.
Șeful biroului OMS din Gaza, Gerald Rockenschaub, a descris numărul victimelor ca punând și mai multă presiune pe un sistem medical și așa slăbit: „deteriorarea situației umanitare este extrem de îngrijorătoare. Spitalele din Gaza sunt copleșite de influxul de pacienți răniți. Din cauza escaladării pe care o așteptăm în cursul săptămânilor viitoare, numărul crescând al răniților care vor necesita îngrijire medicală de urgență este posibil să devasteze sistemul de sănătate deja slăbit al Gazei, punând și mai multe vieți în pericol”.
Pagube materiale
- 69 de ambulanțe palestiniene avariate, conform Ministerului Palestinian al Sănătății.[186]
- Sute de dunami de lanuri de cereale israeliene au fost mistuite de flăcări cauzate de zmeiele incendiare lansate din Gaza, pierderile economice estimate ridicându-se la milioane de șekeli.[187]

### Situația medicală

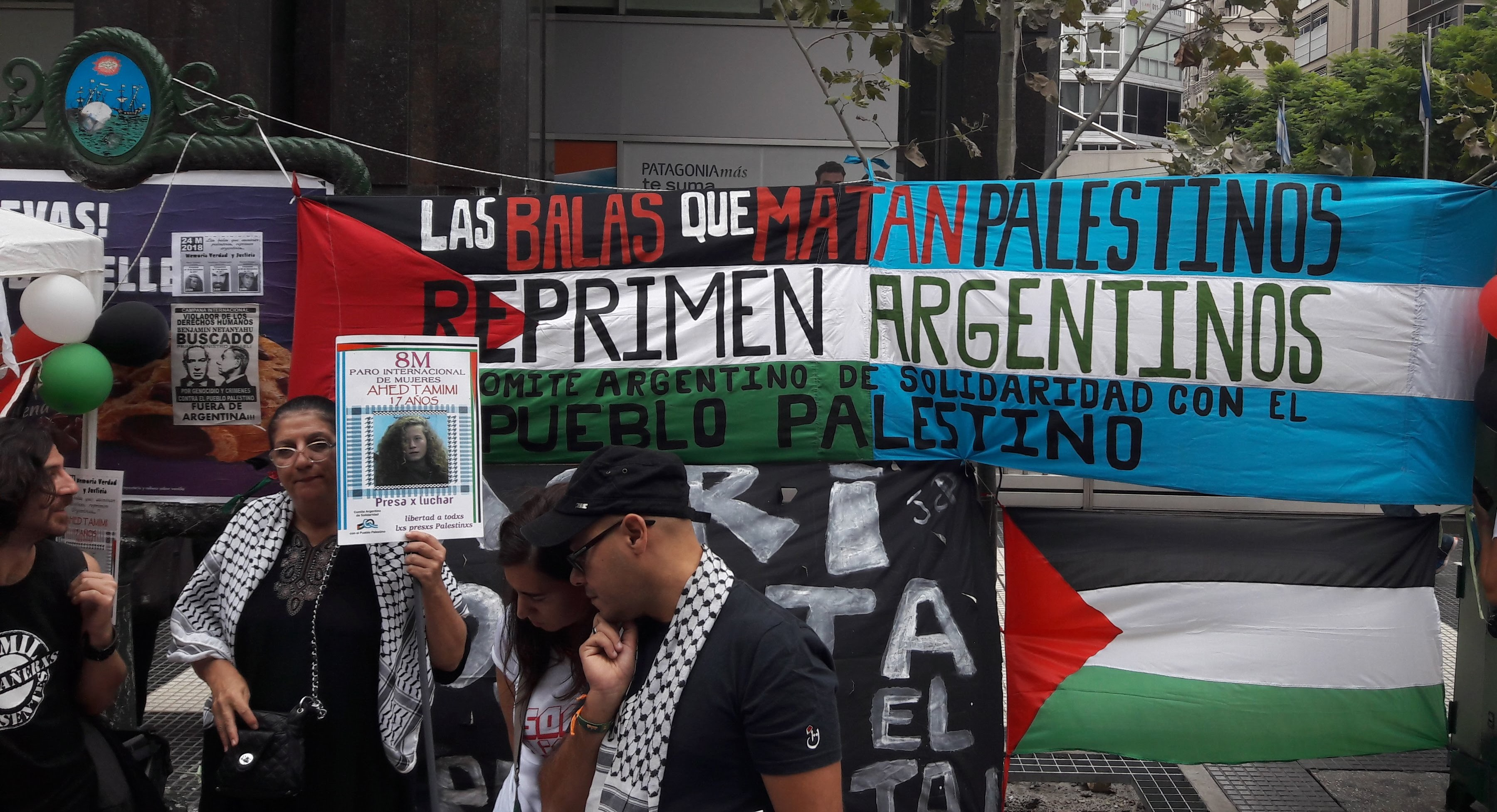
Manifestație de solidaritate cu palestinienii la Buenos Aires.

Organizația Medici Fără Frontiere a publicat un comunicat pe 14 mai 2018 în care a numit replica militară israeliană drept „inumană și inacceptabilă”, adăugând că spitalele din Gaza sunt depășite și se află într-o situație haotică, comparabilă cu cea din timpul ofensivei israeliene din 2014. Comunicatul sublinia că „majoritatea victimelor vor fi condamnate să sufere răni pentru toată viața”.
Au existat acuzații că Israelul atacă deliberat personalul medical. Pe 18 aprilie, organizația palestiniană pentru drepturile omului Al-Haq a acuzat Israelul că trage asupra civililor care asigură asistență medicală răniților.
Centrul palestinian Al-Mezan pentru Drepturile Omului din Fâșia Gaza a declarat, pe 25 aprilie, că Israelul a împușcat doi paramedici care lucrau pentru Societatea Palestiniană de Cruce Roșie. Organizația a mai afirmat că situația este agravată de refuzul israelian de a permite introducerea în Gaza de echipament de protecție personală, inclusiv respiratoare.
Un medic canadian, Tarek Loubani, a fost unul din cei 19 membri ai personalului medical împușcați pe 14 mai. El a declarat că purta însemne medicale vizibile și crede că a fost țintit intenționat de militarii israelieni. Unul din paramedicii care l-au tratat pe Loubani a fost ucis ulterior, în cursul aceleiași zile. Prim-ministrul canadian Justin Trudeau a declarat că e „consternat” de împușcarea lui Loubani și a solicitat „o investigație independentă imediată care să examineze amănunțit faptele de pe teren - inclusiv orice incitare, violență și uz excesiv de forță”.

### Descrierea victimelor
Un tweet al Armatei Israeliene, ulterior șters, afirma că:
„Nimic nu s-a desfășurat la voia întâmplării; totul a fost exact și cu măsură, și știm unde a ajuns fiecare glonte.”
Conform Armatei Israeliene, cel puțin opt membri ai Hamas, un membru al Brigăzii Martirilor al-Aqsa și un membru al unei grupări salafiste se află printre cei uciși. Conform Hamas, cinci dintre militanții săi se află printre victime.
Crucea Roșie palestiniană a estimat că peste 800 de persoane au fost rănite cu muniție de război, în timp ce Armata Israeliană a susținut că e vorba doar de câteva zeci.

## Tactici

### Tacticile palestiniene
Observatori ai Comitetului Internațional de Ajutorare și ai Biroului ONU pentru Coordonarea Afacerilor Umanitare au raportat că majoritatea protestatarilor au manifestat nonviolent pe 30 martie și pe 6 aprilie. Taberele de corturi au fost amplasate la circa 700 de metri distanță față de linia militară de demarcație cu Israelul. Acțiunile de protest de lângă tabere au fost majore, diverse în participare și pașnice. În ambele zile de protest, sute de persoane, în special bărbați tineri, s-au apropiat sau au intrat în zona de excluziune de 300 de metri declarată de armata israeliană, au aruncat pietre și cocktailuri Molotov și au încercat să planteze steaguri palestiniene. Majoritatea proiectilelor improvizate nu au depășit limita de demarcație și au căzut în partea palestiniană a a frontierei. Protestatarii palestinieni au ars cauciucuri pentru a obstrucționa vederea lunetiștilor palestinieni și au folosit tricouri și măști pentru a se proteja de gazele lacrimogene. Palestinienii au ridicat terasamente de pământ lângă limita de excludere de 300 de metri pentru a proteja demonstranții de tirurile israeliene.

### Tacticile israeliene
Armata israeliană a deplasat la graniță militari, inclusiv tancuri și lunetiști. Soldații i-au atacat pe palestinienii intrați în zona de excludere cu gaze lacrimogene, gloanțe de cauciuc și muniție de război. Canistrele de gaz lacrimogen israeliene au penetrat teritoriul palestinian mai mult decât cei 300 de metri ai zonei de excludere.
Pe 6 aprilie, armata israeliană a folosit ventilatoare de mari dimensiuni pentru a dispersa fumul. Forțele israeliene poziționate lângă chibuțul Nahal Oz, situat în fața cartierului Shajaiya din Gaza, au folosit mai întâi un ventilator industrial, apoi tunuri cu apă, însă încercările lor de a stinge cauciucurile în flăcări nu au avut succes.

## Reacții în Israel
- Guvernul Israelian: Pe 31 martie, premierul israelian Beniamin Netaniahu a felicitat soldații care „păzesc frontierele țării, permițându-le cetățenilor israelieni să-și celebreze sărbătorile în pace”.[197][198][199][200] El a mai adăugat că „Israelul acționează cu fermitate și cu determinare pentru a-și proteja suveranitatea și siguranța cetățenilor săi”.[197][198]

Pe 1 aprilie 2018, Avigdor Lieberman, ministrul israelian al Apărării, a declarat pentru Radioul Armatei că „soldații israelieni au făcut ce era necesar. Cred că toți soldații noștri merită o medalie.” Întrebat de reporterul radioului dacă va exista o anchetă privind evenimentele, Lieberman a replicat: „cât despre o comisie de anchetă – nu va fi niciuna”. Ministrul a mai adăugat că soldații nu au tras în demonstranții palestinieni pașnici și că i-au țintit doar pe cei care au atacat gardul de separație de la frontieră pentru a încerca să-l străpungă sau să planteze explozibili acolo. În seara de 31 martie 2018, Lieberman a postat pe Twitter: „nu înțeleg corul de ipocriți care solicită o comisie de anchetă. Probabil au devenit confuzi și au crezut că Hamas a organizat un Festival Woodstock, iar noi trebuia să-i întâmpinăm cu flori.”
- Armata Israeliană: Pe 31 martie, Armata Israeliană a afirmat că cel puțin zece din cei uciși în confruntările din ziua anterioară erau „teroriști cunoscuți, cu caziere pentru activitate teroristă”. Purtătorul de cuvânt al armatei a publicat și fotografii și informații despre presupusele activități teroriste ale celor zece bărbați.[202][203][204] General-maiorul Yoav Mordechai, coordonatorul activităților guvernamentale israeliene în teritoriile palestiniene, a postat pe pagina de Facebook în limba arabă a armatei israeliene faptul că trupurile „teroriștilor uciși de armată” nu vor fi înapoiate familiilor.[204]

Tot pe 31 martie, generalul de brigadă Ronen Manelis a declarat reporterilor că evenimentele de vineri „nu au fost o demonstrație de protest”, ci „o activitate teroristă organizată” de către Hamas. „Dacă va continua, nu vom avea altă soluție decât să răspundem în interiorul Fâșiei Gaza împotriva țintelor teroriste pe care le-am descoperit a se afla în spatele acestor evenimente”.
- Partidele politice: Pe 31 martie, deputata în Knesset Tamar Zandberg, deputat în Knesset și președinte nou-ales al partidului de opoziție Meretz, a solicitat o anchetă privind evenimentele din 30 martie.[200] Ea a declarat că cere acest lucru în lumina „daunelor extinse provocate ieri palestinienilor la granița Fâșiei Gaza și după apariția unor mărturii privind împușcarea unor protestatari neînarmați, inclusiv a unor imagini înfățișând un protestatar împușcat în spate”.[205] Zandberg a adăugat că „este datoria Israelului de a afla ce s-a întâmplat acolo și, dincolo de aceasta, este în interesul Israelului de a preveni ca situația de securitate să se deterioreze într-o periculoasă spirală a violenței”.[205]

- B'Tselem, organizația israeliană pentru drepturile omului a descris acțiunile Israelului drept ilegale și a declarat că „uciderea demonstranților neînarmați este împotriva legii, iar ordinul care permite acest lucru este flagrant împotriva legii”.[206]

## Reacții în teritoriile palestiniene
- Autoritatea Națională Palestiniană: Mahmoud Abbas, președintele Autorității, a declarat că Israelul poartă „întreaga responsabilitate” pentru vărsarea de sânge de vineri.[207][208] Suplimentar, Autoritatea Palestiniană a solicitat duminică, pe 1 aprilie 2018, o întrunire de urgență a Ligii Arabe pentru a discuta „crimele israeliene din Gaza”.[209]

Ca urmare a violențelor, președintele Mahmoud Abbas a declarat pe 31 martie o zi de doliu național în Teritoriile palestiniene.
Pe 21 aprilie 2018, Riyad Mansour, ambasadorul palestinian la ONU, a cerut Consiliului de Securitate al organizației să înființeze o comisie independentă care să ancheteze „crimele” israeliene, inclusiv uciderea și rănirea protestatarilor palestinieni.
Pe 1 iunie 2018, urmare a respingerii prin veto de către Statele Unite a rezoluției Consiliului de Securitate inițiate de Kuweit și care chema la protejarea civililor palestinieni, Hanan Ashrawi, membră a comitetului executiv al Organizației pentru Eliberarea Palestinei, a declarat că SUA au demonstrat din nou „loialitate oarbă Israelului și au încercat să-l absolve de orice vină, în ciuda violărilor sale flagrante, masacrelor deliberate și uciderilor și crimelor de război intenționate. Cu veto-ul său, Statele Unite încearcă încă o dată să justifice ilegalitatea și cruzimea ocupației militare israeliene, furnizând Israelului acoperire legală și politică pentru a-și continua asaltul asupra poporului palestinian și asupra dreptului internațional și dreptului umanitar internațional”.

## Reacții internaționale

### Membri ai ONU
- Egipt: Ministerul Egiptean de Externe a publicat o declarație prin care „denunță folosirea forței împotriva civililor din teritoriile palestiniene ocupate”.[213]

- Franța: Ministerul Francez pentru Europa și Afaceri Externe și-a exprimat „cea mai vie preocupare față de gravele incidente survenite în ultimele zile în Fâșia Gaza”.[214] De asemenea, Franța a reamintit autorităților israeliene că „au datoria să protejeze civilii” și le-a solicitat să reacționeze cu cea mai mare reținere. Nu în ultimul rând, Franța a subliniat dreptul palestinienilor de a manifesta pașnic.[214]

- Germania: Într-o postare pe Twitter, Ministerul German de Externe și-a declarat îngrijorarea cu privire la violențele din Gaza și a chemat toți participanții să evite escaladarea situației. În postare se mai subliniază că „incidentele arată că reluarea negocierilor este absolut necesară”.[215][216]

- Iordania: Într-un interviu din 30 martie pentru agenția oficială de știri Petra, Mohammad Momani, purtătorul de cuvânt al guvernului iordanian, a declarat că Ammanul consideră „Israelul responsabil, în calitate de putere ocupantă, pentru violările de astăzi și pentru folosirea excesivă a forței împotriva protestatarilor pașnici care mărșăluiau pentru a comemora Ziua Pământului”.[213]

Separat, în declarații de presă ca urmare a unei întâlniri tête-à-tête la Cairo, ministrul iordanian al Afacerilor Externe și Expatriaților, Ayman Safadi, și omologul său egiptean, Sameh Shoukry, au condamnat „violența israeliană și escaladarea împotriva palestinienilor care-și exercitau dreptul legitim la demonstrații pașnice împotriva ocupației” și au subliniat necesitatea ca „comunitatea internațională să-și exercite responsabilitatea și să asigure protecție poporului palestinian”.
Senatul și Camera inferioară a Parlamentului Iordaniei au condamnat „brutalele atacuri israeliene asupra palestinienilor, de vinerea trecută”. Președintele Senatului, Faisal Al Fayez, a descris „agresiunea israeliană” drept „o crimă de război” și a adăugat că „făptașii ar trebui pedepsiți în conformitate cu cartele și rezoluțiile internaționale”.
- Rusia: Într-o declarație din 31 martie, Ministerul Afacerilor Externe al Federației Ruse „condamnă în mod ferm folosirea fără discriminare a forței împotriva civililor”.[219] Rusia face apel la părțile implicate „să se abțină de la măsuri capabile să conducă la creșterea suplimentară a tensiunii și la deteriorarea situației”.[219]

Pe 9 aprilie, Ministerul Afacerilor Externe al Federației Ruse a publicat o nouă declarație, în care se afirmă: „ținând cont de absolut inacceptabila folosire fără discriminare a forței împotriva civililor, facem din nou apel la palestinieni și israelieni să se abțină de la măsuri care să provoace și mai mult escaladarea tensiunilor periculoase”.
- Statele Unite: Heather Nauert, purtătorul de cuvânt al Departamentului de Stat, a declarat pe Twitter că Statele Unite sunt „profund întristate de pierderile de vieți omenești de astăzi, din #Gaza. Le solicităm celor implicați să facă pași concreți pentru a reduce tensiunile. Comunitatea internațională se concentrează pe luarea unor măsuri care să îmbunătățească viețile palestinienilor și lucrează la un plan pentru pace. Violența nu ajută niciunul din aceste scopuri.”[221]

Pe 30 martie, Statele Unite și-au exercitat dreptul de veto pentru a bloca o rezoluție a Consiliului de Securitate care solicita „o anchetă independentă și transparentă” referitoare la violențele din 30 martie.
Pe 1 iunie, Statele Unite au blocat o nouă rezoluție a Consiliului de Securitate inițiată de Kuweit și care chema la protejarea civililor palestinieni. O rezoluție propusă în replică de Statele Unite și care acuza gruparea Hamas de violențele de la frontiera Gaza-Israel a fost respinsă la vot, după ce 11 țări s-au abținut, iar trei au votat împotrivă, SUA fiind singura țară care a votat pentru.
- Turcia: Ministerul Turc de Externe a fost primul care a luat poziție împotriva Israelului. Într-o declarație publicată pe saitul web oficial se afirmă: „Condamnăm energic utilizarea disproporționată a forței de către Israel împotriva palestinienilor în timpul protestelor pașnice de azi (vineri), din Gaza”.[213]

Într-un discurs ținut la Istanbul, pe 31 martie, președintele turc Recep Tayyip Erdoğan a declarat: „condamn cu tărie guvernul israelian pentru atacul său inuman”. În replică, prim-ministrul israelian Beniamin Netaniahu a declarat că „cea mai morală armată din lume nu va lua lecții de la cineva care, de ani buni, bombardează fără discriminare populația civilă” și că „se pare că așa se sărbătorește 1 aprilie în Ankara”. Președintele turc a revenit și el cu acuzații, afirmând că Israelul este un „stat terorist” care „a comis un masacru în Gaza”, iar „Netaniahu este un terorist”.

### Organizații supranaționale
- Națiunile Unite: Secretarul General al Națiunilor Unite, António Guterres, a solicitat o anchetă independentă și transparentă privind decesele și rănirile din Gaza. De asemenea, „a făcut apel la cei implicați să evite orice acțiune care ar duce la și mai multe victime, în particular orice măsuri care ar pune în pericol viața civililor”.[228][229] Declarațiile lui Gutteres au fost făcute în timpul unei întâlniri de urgență a Consiliului de Securitate al ONU, convocată la solicitarea Kuweitului. Israelul a încercat, fără succes, amânarea întrunirii până după sărbătorile de Paști și a refuzat să trimită un reprezentant.[208] Ambasadorul israelian Danny Danon a declarat că, „în timp ce evreii de pe tot globul se strâng cu toată familia în jurul unei mese Seder pentru a celebra Pesah, palestinienii se coboară la un nou nivel de înșelătorie ca să se folosească de ONU pentru a-și răspândi minciunile despre Israel”.[208] Statele Unite și-au exercitat dreptul de veto pentru a bloca o rezoluție a Consiliului de Securitate care solicita „o anchetă independentă și transparentă” referitoare la violențele din 30 martie.[222]

Zeid Ra'ad al-Hussein, Înalt Comisar al ONU pentru Drepturile Omului, a condamnat uzul de „forță excesivă” de către Israel și a adăugat că forțele de securitate trebuie „trase la răspundere”.
Pe 20 aprilie, în urma uciderii de către armata israeliană a unui băiat palestinian de 15 ani, Coordonatorul Special al Națiunilor Unite pentru Procesul de Pace din Orientul Mijlociu, Nikolai Mladenov, a scris pe Twitter că „este REVOLTĂTOR să tragi în copii! Cum ajută uciderea unui copil din #Gaza de azi #pacea?”. Peter Lerner, fost purtător de cuvânt în cadrul armatei israeliene, i-a sugerat oficialului ONU „câteva idei”, printre care: „mergeți în Gaza, discutați cu Hamas și convingeți-i să nu mai trimită oameni la gard” (gardul de separație). Mladenov a replicat: „uite altă idee: nu mai trageți în copii”.
- Uniunea Europeană: Înaltul Reprezentant al Uniunii pentru Afaceri Externe și Politică de Securitate, Federica Mogherini, a urmat exemplul Națiunilor Unite și a solicitat o anchetă independentă și transparentă privind folosirea disproporționată a forței de către armata israeliană în timpul protestelor de la granița dintre Gaza și Israel.[233][234] „În timp ce Israelul are dreptul de a-și proteja frontierele, folosirea forței trebuie să fie tot timpul proporționată”.

- Liga Arabă: Liga Arabă a condamnat, pe 30 martie 2018, în termeni energici, atacurile „brutale” ale forțelor israeliene împotriva palestinienilor care „demonstrau pașnic pentru a comemora Ziua Pământului”.[235] Secretarul General al Ligii Arabe, Ahmad Abul Gheit, a declarat că ocupația israeliană este responsabilă legal și moral pentru „sufletele care au fost anihilate”. „Terorismul nu doar că-i va sufoca pe palestinieni, dar va face ca situația să explodeze, precum s-a întâmplat astăzi”.[235]

- Curtea Penală Internațională: Fatou Bensouda, procurorul-șef al Curții, a avertizat pe 8 aprilie că „violența împotriva civililor – într-o situație precum cea care prevalează în Gaza – poate constitui o crimă conform Statutului de la Roma al Curții Penale Internaționale, la fel ca și folosirea prezenței civililor cu scopul ascunderii activităților militare”.[236] Bensouda a subliniat că instituția pe care o conduce „va continua să monitorizeze atent situația și va înregistra orice încercare de incitare sau recurgere la forță ilegală”.[236]

### Alți actori și organizații internaționale
- Human Rights Watch: Într-o declarație pe Twitter, organizația a afirmat că „numărul șocant al palestinienilor uciși și răniți astăzi de soldații care au executat foc peste gardul de separare din Gaza ridică serioase întrebări despre îndelungata folosire a muniției de război de către Israel pentru a gestiona demonstrațiile. Acuzațiile israeliene de violență comisă de unii protestatari nu schimbă faptul că folosirea forței letale este interzisă de legislația internațională, cu excepția cazurilor de amenințare iminentă a vieții”.[208][237] Într-un comunicat ulterior, organizația a adăugat că „în timp ce unii protestatari de la graniță au incendiat cauciucuri și au aruncat cu pietre, Human Rights Watch nu a putut descoperi nici o dovadă că vreun protestatar ar fi folosit arme de foc și nici o dovadă care să susțină afirmațiile armatei israeliene de folosire la demonstrații a armelor de foc”. Organizația consideră că există dovezi clare de palestinieni care nu prezentau nici un pericol pentru militarii israelieni și care au fost uciși de aceștia.[54]

- Liga Anti-Defăimare: Într-un tweet din 30 martie, organizația a acuzat Hamas că „exploatează încă o dată în mod cinic populația civilă pentru a distrage atenția de la propria-i conducere incapabilă”.[238]

- Senatorul american Bernie Sanders a criticat folosirea forței de către Israel și a declarat că „uciderea demonstranților palestinieni [...] este tragică. Este dreptul oricărui popor să demonstreze pentru un viitor mai bun fără să i se răspundă cu violență.”[239][240]

## Vezi și
- Conflictul dintre Israel și Fâșia Gaza